# Birkende Kirke
Birkende Kirke er en kirke i Birkende Sogn i Kerteminde Kommune (beliggende i det tidl. Langeskov Kommune).
Kirken er formentlig opført i 1300-tallet, men synes først omtalt i bevarede dokumenter 1524, da den blev takseret 10 mark i landehjælpen. I fortegnelsen er kirken oplistet under Åsum Herred, og hvis dette er korrekt er den senere i 1500-tallet lagt til Bjerge.
Sognet har formentlig været anneks til Marslev Kirke allerede fra middelalderen, men det er først tydeligt indikeret 1540, da det bestemtes, at Marslev og Birkende skulle lægges under Gråbrødre Hospital og betjenes derfra. Grundet afstandene var det imidlertid ikke overkommeligt for en kapellan at betjene kirkerne, og i stedet besluttedes det, at Fyns superintendent (biskop) skulle udpege en sognepræst (der dog også skulle være bosiddende i Odense).
Kirken var i kongens eje frem til 1665, da den sammen med Marslev blev solgt til Bjørn Kaas til Vejrupgård. To år efter solgte han herregården til Hans Schrøder (von Løwenhielm), og Birkende Kirke var i denne slægts eje frem til overgangen til selveje 1912.

## Bygning
Kirken er oprindelig en gotisk teglstensbygning bestående af kor og skib. Senere i middelalderen blev et lavt tårn tilføjet, før man hævede kirkens langmure og indsatte hvælv. Siden blev også tårnet forhøjet og der blev rejst et våbenhus.
1846 tilføjedes et tværskib på kirkens nordside, der i daglig tale kaldes 'kapellet'.

## Inventar
Kirkens ældste inventarstykke er det gotiske alterbord og den formentlig samtidige granitkumme fra en døbefont, der står med en fornyet fod fra 1936. Altertavlen stammer fra 1475-1500 og rummer en figurrig Korsfæstelse med figurer af Martin af Tours, Anna Selvtredje, en biskop og Johannes Døberen i de to fløje. Den er rekonstrueret til sit nuværende udseende 1899-1900 og stillet på en predella, der nok rummer oprindelige dele, men har en fornyet front fra 1691.
Prædikestolen er udført 1579 og er på grund af sin sikre datering et centralt værk i den gruppe af meget veludførte renæssanceprædikestole, der kan genkendes på deres detaljerige arkader, præcist udførte hjørnesøjler og perspektiviske øjer udført som intarsia i sviklerne. Dens tætteste paralleller er prædikestolene i Korup Kirke, Tommerup Kirke og Rynkeby Kirke, der alle synes udført af samme snedkerværksted. En yngre sandstensdøbefont bærer årstallet 1643 og er magen til den, der står i Marslev Kirke.
Kirkeskibet er udført 1919 af Anders Madsen, kaldet "Illemoseskræderen",Ebbe Lehn Petersen har tegnet stolestaderne 1963 og Alan Havsteen-Mikkelsen har udført altertavlen 1997.

## Gravsten
Kirken rummer ni gravsten, der alle på nær en er fra 1600-tallet. Af disse skiller Iver Andersens store gravsten sig ud som et ambitiøst og velbevaret monument udført som en rulleværksprydet skrifttavle med kronende fremstilling af Opstandelsen og stillet under en arkade.

## Eksterne kilder og henvisninger
- Birkende Kirke hos KortTilKirken.dk
- Birkende Kirke hos danmarkskirker.natmus.dk (Danmarks Kirker, Nationalmuseet)